# Canton de Moyeuvre-Grande
Le canton de Moyeuvre-Grande est une ancienne division administrative française qui était située dans le département de la Moselle et la région Lorraine.

## Géographie
Ce canton est organisé autour de Moyeuvre-Grande et était situé dans l'arrondissement de Thionville-Ouest jusqu'au 31 décembre 2014. Son altitude varie de 154 m (Gandrange) à 360 m (Vitry-sur-Orne) pour une altitude moyenne de 247 m.

## Administration

### Conseillers généraux de 1833 à 2015
| Période          | Période      | Identité                      | Étiquette                | Qualité |
| ---------------- | ------------ | ----------------------------- | ------------------------ | --- |
| 1919             | 1938 (décès) | Lucien François               | Républicain national URD | Rentier Maire de Moyeuvre-Grande (1919-1937)                                                                                       |
| 1938             | 1940         | Augustin Warocquy (1895-1949) | PC-SFIC                  | Ouvrier dans la métallurgie Conseiller municipal de Moyeuvre-Grande, conseiller d'arrondissement révoqué en 1940 (décret Daladier) |
| 1940             | 1944         | Annexion allemande            |                          | |
| 1945             | 1949 (décès) | Augustin Warocquy             | PCF                      | Ouvrier dans la métallurgie Conseiller municipal de Moyeuvre-Grande                                                                |
| 18 décembre 1949 | 1964         | René Dantlo (1897-1978)       | DVD-MRP                  | Maire de Moyeuvre-Grande (1944-1945)                                                                                               |
| 1964             | 1982         | César Depietri                | PCF                      | Tourneur Maire de Moyeuvre-Grande (1959-1983) Député (1973-1981)                                                                   |
| 1982             | 1994         | René Drouin                   | PS                       | Professeur de collège Maire de Moyeuvre-Grande (1983-2020) Député (1981-1993)                                                      |
| 1994             | 2015         | Luc Corradi                   | PCF                      | Maire de Vitry-sur-Orne depuis 1977 Elu en 2015 dans le Canton d'Hayange                                                           |

### Conseillers d'arrondissement (de 1919 à 1940)
| Période                                  | Période | Identité                         | Étiquette | Qualité |
| ---------------------------------------- | ------- | -------------------------------- | --------- | --- |
| 1919                                     | 19..    | Jean Charles Chailly (1865-1947) | URL       | Propriétaire, adjoint au maire de Moyeuvre-Grande                                                           |
| 1919                                     | 1937    | Louis Jost                       | URL       | Maire de Gandrange, Président du Conseil d'arrondissement                                                   |
| 19..                                     | 1937    | Albert Léonard                   |           | Adjoint au maire de Moyeuvre-Grande                                                                         |
| 1937                                     | 1938    | Augustin Warocquy (1895-1949)    | PC-SFIC   | Ouvrier dans la métallurgie, conseiller municipal de Moyeuvre-Grande                                        |
| 1937                                     | 1940    | Henri Janus                      | PC-SFIC   | Cafetier à Moyeuvre-Grande, révoqué en 1940 (décret Daladier)                                               |
| 3 avril 1938                             | 1940    | Émile Barthélemy                 | PC-SFIC   | Révoqué en 1940 (décret Daladier)                                                                           |
| 1940                                     |         |                                  |           | Les conseils d'arrondissement ont été suspendus par la loi du 12 octobre 1940 et n'ont jamais été réactivés |
| Les données manquantes sont à compléter. |         |                                  |           | |

## Composition
Le canton de Moyeuvre-Grande groupe 6 communes et compte 21 082 habitants (recensement de 2011 sans doubles comptes).
| Communes        | Population (2012) | Code postal | Code Insee |
| --------------- | ----------------- | ----------- | ---------- |
| Clouange        | 3 871             | 57185       | 57143      |
| Gandrange       | 2 933             | 57175       | 57242      |
| Moyeuvre-Grande | 7 969             | 57250       | 57491      |
| Moyeuvre-Petite | 502               | 57250       | 57492      |
| Rosselange      | 2 856             | 57780       | 57597      |
| Vitry-sur-Orne  | 2 951             | 57185       | 57724      |

## Démographie
| 1962   | 1968   | 1975   | 1982   | 1990   | 1999   | 2011   |
| ------ | ------ | ------ | ------ | ------ | ------ | ------ |
| 25 881 | 29 865 | 26 495 | 23 610 | 21 486 | 21 172 | 21 082 |